# Furyō Anegoden: Inoshika Ochō
Furyō Anegoden: Inoshika Ochō (jap. 不良姐御伝 猪の鹿お蝶, dt. etwa: „Das Leben einer verdorbenen Gangsterbraut: Inoshika Ochō“, internationaler Titel: Sex & Fury) ist ein Sexploitationfilm der japanischen Filmgesellschaft Tōei aus dem Jahr 1973. Das Werk basiert auf einer literarischen Vorlage von Tarō Bonten. Regie führte Norifumi Suzuki.
Die Inszenierung ist wie der Nachzügler Yasagure Anegoden: Sōkatsu Rinchi ein Vertreter des Pink Eiga, wenngleich Tōei den Begriff Pinky Violence für die hauseigenen Produktionen wählte. Der Erotikfilm erschien am 17. Februar 1973 in den Lichtspielhäusern Japans. Die Inszenierung ist in dem deutschsprachigen Raum noch unveröffentlicht.

## Handlung
In Tokio des Jahres 1886 sind drei Yakuza bemüht einen weitreichenden Korruptionsskandal zu verhindern. Das Trio streckt kurzerhand einen investigativen Ermittler mit Beweisen nieder – vor den Augen seiner kleinen Tochter Kyōko. Im Sterben greift der Detektiv nach drei blutbefleckten Hanafuda, die im Zusammenhang mit den Attentätern stehen. Die Karten enthalten Symbole von drei Tieren: Wildschwein (ino), Hirsch (shika) und Schmetterling (ochō) – in Anlehnung an die tätowierten Mörder.
Fast zwei Jahrzehnte später ist das kleine Mädchen, das sich als Taschendiebin und Glücksspielerin durchschlagen musste, eine begnadete Schwertkämpferin. Das Leben der jungen Frau, fortan tritt sie unter dem Namen Ochō Inoshika auf, ist geprägt von der unermüdlichen Suche nach den Mördern ihres Vaters, die sie nur anhand der besagten Tattoos identifizieren kann.
Eines Tages wird sie Zeuge, wie ein Trickbetrüger im Auftrag eines zwielichtigen Spielstättenbetreibers ermordet wird. Der Sterbende bittet Ochō, seine in Asakusa lebenden Schwester Yuki ein Sparbuch zu überreichen, um diese vor der drohenden Prostitution zu bewahren. Die Rächerin willigt ein und begibt sich schließlich nach Tokio, wo sie bei ihrer Adoptivmutter unterkommt. Dort trifft sie alsbald auf die Gesuchte, die unglücklicherweise an den schmierigen Unternehmer Iwakura gebunden ist. Dieser verweigert jedoch eine Freigabe; Ochō soll hingegen um die Freilassung Yukis pokern. Die Schwertkämpferin geht auf die Wette ein und siegt. Trotz Iwakuras Beteuerungen Yuki umgehend freizulassen, vergewaltigt der Geschäftsmann nachfolgend Yuki. Das gedemütigte Opfer vertraut sich später ihrer Retterin an, so dass diese erstmals von Iwakuras spezieller Rückentätowierung erfährt, die ihn eindeutig als Mörder überführt. Wenig später kann Ochō Kurokawa, Iwakuras Vorgesetzten, als weiteren Übeltäter identifizieren.
Inmitten den Wirren des politischen Umschwungs findet sich Ochō in einer komplizierten politischen Situation wieder. Ein Machtkampf der Regierung, beeinflusst durch Interventionen britischer Agenten und revolutionären Gruppen ist im Gange. Ochō trifft auf ihrem Rachefeldzug gelegentlich auf den Rebellen Shunosuke, der ebenfalls Ex-Yakuza Kurokawa ermorden will. Der Widerstandskämpfer ist unglücklich in die britische Geheimagentin Christina verliebt, einer guten Glücksspielerin.
Nach und nach gelingt Ochō die lang ersehnte Rache. Sie vergiftet zunächst den liebestollen Iwakura, bevor sie dem zwielichtigen Kurokawa und dessen Gefolge widmet. Der Politiker ist jedoch gewarnt. Er nimmt Ochō in Gewahrsam. Letztlich offenbart er seiner rachsüchtigen Gefangenen, dass ihre verschollen geglaubte Mutter, seine jetzige Gefährtin Yaeji, ebenfalls am Mordkomplott beteiligt war. Noch bevor Ochō sich persönlich an ihrer verwegenen Mutter rächen kann, erdrosselt Kurokawa seine Gemahlin. Am Ende des Films befreit sich die Titelheldin von ihren Fesseln. Mit einem Katana bewaffnet metzelt sie Kurokawa und dessen Schergen nieder. Zeitgleich werden Widerstandskämpfer Shunosuke und Christina ermordet.